# Bérengeville-la-Campagne
Bérengeville-la-Campagne ist eine französische Gemeinde mit 330 Einwohnern (Stand: 1. Januar 2022) im Département Eure in der Region Normandie (vor 2016 Haute-Normandie). Sie gehört zum Arrondissement Bernay (bis 2017: Arrondissement Évreux) und zum Kanton Le Neubourg. Die Einwohner werden Bérengevillais genannt.

## Geografie
Bérengeville-la-Campagne liegt etwa zwölf Kilometer nordwestlich von Évreux. Umgeben wird Bérengeville-la-Campagne von den Nachbargemeinden Feuguerolles im Nordwesten und Norden, Canappeville im Nordosten, Houetteville im Nordosten und Osten, Brosville im Osten, Tourneville im Osten und Südosten, Sacquenville im Süden, Bacquepuis im Süden und Südwesten sowie Quittebeuf im Westen.

## Bevölkerungsentwicklung
| Jahr                       | 1962 | 1968 | 1975 | 1982 | 1990 | 1999 | 2006 | 2019 |
| Einwohner                  | 187  | 195  | 205  | 257  | 269  | 258  | 280  | 331  |
| Quellen: Cassini und INSEE |      |      |      |      |      |      |      |      |

## Sehenswürdigkeiten
- Schloss aus dem 18. Jahrhundert